# Лихачёв, Сергей Александрович
Сергей Александрович Лихачёв (20 марта 1940, Баку, Азербайджанская ССР — 18 октября 2016, Москва, Россия) — советский азербайджанский теннисист, затем — теннисный тренер, заслуженный мастер спорта СССР.
- 15-кратный чемпион СССР в мужском и смешанном парном разряде
- Трёхкратный чемпион Европы среди любителей в мужском парном разряде (1969, 1970, 1972)
- Лучший парный игрок сборной СССР
- Член Зала российской теннисной славы с 2007 года
- Руководитель Теннисной академии Сергея Лихачёва, Лейрия (Португалия)

## Спортивная карьера
В 1956 году принял участие в своей первой Спартакиаде народов СССР. Впоследствии он примет участие ещё в семи Спартакиадах, четырежды став их чемпионом. В 1958 и 1960 годах он дважды стал финалистом чемпионата СССР по теннису в одиночном разряде, уступив сначала Сергею Андрееву, завоевавшему титул в пятый раз подряд, а потом Михаилу Мозеру. В промежутке, в 1959 году, он стал чемпионом СССР в мужском и смешанном парном разряде, завоевав первые две из 15 медалей высшего достоинства в парных чемпионатах страны. С 1960 года Лихачёв стал постоянным игроком сборной СССР в Кубке Дэвиса.
В середине 1960-х годов Лихачёв уверенно выступал в парном разряде не только в чемпионатах СССР, но и в международных любительских соревнованиях. Так, в 1963 и 1967 годах он доходил до четвертьфинала Уимблдонского турнира в мужских парах (на эти же два года приходятся и его лучшие результаты на Уимблдоне в одиночном разряде — третий круг в 1963 и четвёртый в 1967 году), а в 1966 году — до полуфинала чемпионата Франции. 
В 1967 году Лихачёву было присвоено звание заслуженного мастера спорта СССР. В 1968 году он выиграл с Александром Метревели крупный любительский турнир в Монте-Карло, а на Летнем международном турнире в Москве дошёл до финала в одиночном разряде, где его остановил Тоомас Лейус.
В конце 1960-х и начале 1970-х, когда крупнейшие турниры стали открытыми для профессионалов, теннисист, уже прошедший пик своей формы, таких результатов больше не показывал, хотя в 1972 году дошёл до четвертьфинала чемпионата Франции с Александром Метревели в мужских парах и Лесли Хант в смешанных. В Кубке Дэвиса, однако, он и в эти годы оставался одним из опорных игроков советской сборной, принося ей в паре с Метревели очки в матчах с такими сильными соперниками, как сборные Испании, Чехословакии и Румынии. Свой последний матч за сборную провёл в 1973 году, установив так и не побитый рекорд советской команды — 24 победы в парном разряде (при девяти поражениях). На следующий год в последний раз стал чемпионом СССР, победив в смешанном парном разряде с Евгенией Бирюковой, а свой последний финал всесоюзных первенств провёл ещё два года спустя в паре с другим бакинцем Рамизом Ахмеровым. В 1983 году в последний раз сыграл в теннисном турнире Спартакиады народов СССР, установив рекорд этого соревнования по продолжительности участия (27 лет).
После окончания игровой карьеры Лихачёв занимался тренерской работой. Сначала он преподавал в бакинском клубе «Лечи», позже стал тренером сборной Азербайджана и вторым тренером сборной СССР в Кубке Дэвиса; работал с Шамилем Тарпищевым. В 1991 году был откомандирован Федерацией тенниса СССР в Португалию, где и остался работать. Теннисная академия Сергея Лихачёва, где в основном занимались дети из России, а также из Бразилии, Швейцарии и некоторых других стран, работала в португальском городе Лейрия. 
В 2007 году имя Сергея Лихачёва включено в списки Зала российской теннисной славы.
Умер в 2016 году. Похоронен на Востряковском кладбище.